# Stockholm Syndrome
Stockholm Syndrome – piosenka angielskiego zespołu rockowego Muse z ich trzeciego albumu, Absolution. Utwór został wydany jako singel (download) 14 lipca 2003 roku i można go było ściągnąć z oficjalnej strony Muse. Znajduje się także na dwóch koncertowych DVD Muse – Absolution Tour oraz H.A.A.R.P.
Do „Stockholm Syndrome” nakręcono dwa teledyski – pierwszy pojawił się na singlu „Time Is Running Out” i został nakręcony za pomocą kamery termowizyjnej. Drugi, przedstawiający zespół grający w fikcyjnym talk show, został wydany w amerykańskiej wersji singla.
W marcu 2005 magazyn Q umieścił utwór na 44. miejscu w swojej liście 100 najlepszych utworów gitarowych.
„Stockholm Syndrome” jest stałą pozycją na koncertowych setlistach zespołu, zazwyczaj zamykającą pierwszą część występu.